# Kamilaroi
Los Gamilaroi, también conocidos como Gomeroi, Kamilaroi, Kamillaroi y otras variaciones, son un pueblo aborigen australiano cuyas tierras se extendían desde Nueva Gales del Sur hasta el sur de Queensland. Ellos forman una de las cuatro naciones indígenas más grandes en Australia.

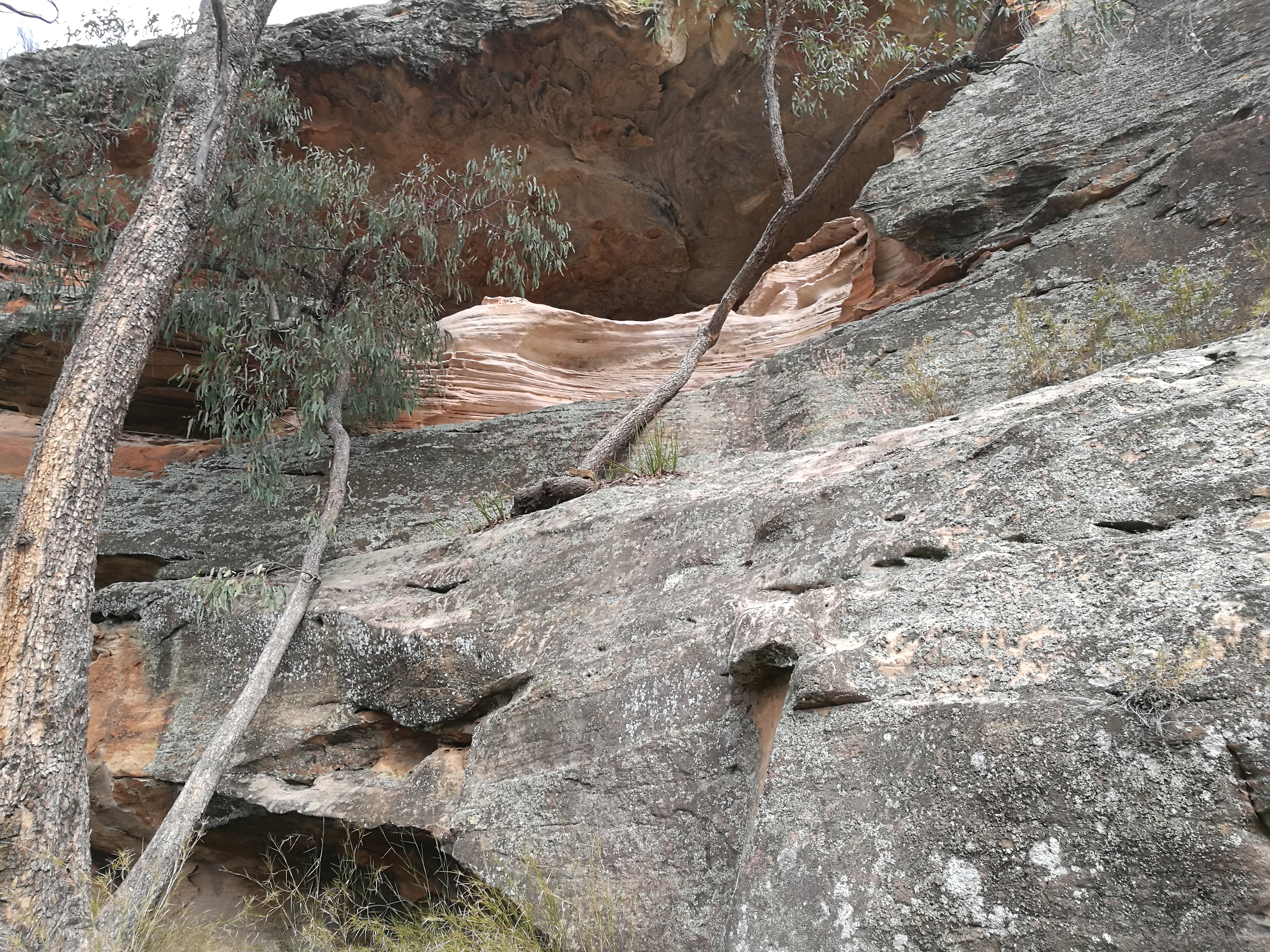
Cuevas ocupadas por la tribu.

## Nombre
El etnónimo Gamilaroi se forma a partir de gamil, que significa "no", y el sufijo -(b)araay, que tiene el sentido de "tener". Es una práctica común entre las tribus australianas identificarse según sus respectivas palabras para "no".

## Idioma
El idioma Gamilaraay está clasificado como uno de los idiomas Pama–Nyungan. Ya no se habla, ya que los últimos hablantes fluidos murieron en la década de 1950. Sin embargo, algunas partes han sido reconstruidas por trabajos de campo tardíos, que incluyen grabaciones sustanciales del idioma relacionado, Yuwaalaraay, que continuó hablándose hasta la década de 1980. El análisis de estos materiales ha permitido una gran cantidad de trabajo reconstructivo. Robert M. W. Dixon y su estudiante Peter Austin registraron algunos alrededor de Moree, mientras que Corinne Williams escribió una tesis sobre el dialecto Yuwaaliyaay hablado en Walgett y Lightning Ridge.
Los Gamilaraay, al igual que muchas otras tribus, enseñaban a los jóvenes un idioma secreto, llamado tyake, durante sus ritos de iniciación. En estos sistemas, los términos profanos normales usados en el habla cotidiana debían ser sustituidos por el vocabulario místico especial.

## Historia
Los Kamilaroi eran cazadores y agricultores con una organización social a nivel de bandas. Los alimentos vegetales importantes eran ñames y otras raíces, así como un grano de sterculia, que se hacía en pan. También se recolectaban larvas de insectos, ranas y huevos de varios animales. Entre los animales importantes cazados se encontraban diversas aves, canguros, emúes, zarigüeyas, equidnas y bandicuts. También se consumían peces, así como cangrejos de río, mejillones y camarones. Los hombres típicamente cazaban, limpiaban y cocinaban. Las mujeres hacían la cocción real, además de pescar y cultivar. Los Kamilaroi individuales no comían animales que fueran sus tótems.
La nación estaba compuesta por muchos grupos familiares más pequeños que tenían sus propias parcelas de tierra para sostenerse. Uno de los grandes reyes de esta tribu fue "Red Chief", que está enterrado cerca de Gunnedah. Los Kamilaroi eran considerados guerreros feroces y hay amplia evidencia de guerras intertribales. Los pueblos Gamilaroi del norte tienen una fuerte conexión cultural con los Bigambul, y las tribus se reunían regularmente para ceremonias conjuntas en Boobera Lagoon, cerca de la actual ciudad de Goondiwindi.
Durante la colonización europea, los Gamilaroi, al igual que muchas otras tribus aborígenes australianas, sufrieron violencia y masacres a manos de colonos europeos y las autoridades estateles australianas. Las masacres y el desplazamiento forzado fueron comunes en toda Australia durante el siglo XIX y principios del XX. Estas acciones fueron parte de una política más amplia de colonización que buscaba despojar a los pueblos indígenas de sus tierras y recursos. La violencia, el desplazamiento y las políticas de asimilación tuvieron efectos devastadores y duraderos en la comunidad Gamilaroi, muchos de los cuales todavía se sienten hoy.